# Condado de Mercer (Misuri)
El condado de Mercer (en inglés: Mercer County), fundado en 1845, es uno de 114 condados del estado estadounidense de Misuri. En el año 2000, el condado tenía una población de 3,757 habitantes y una densidad poblacional de 3 personas por km². La sede del condado es Tuscumbia. El condado recibe su nombre en honor al general Hugh Mercer.

## Geografía
Según la Oficina del Censo, el condado tiene un área total de 1178 km² (454,8 mi²), de la cual 1176 km² (454,1 mi²) es tierra y 2 km² (0,8 mi²) (0.22%) es agua.

### Condados adyacentes
- Condado de Decatur, Iowa (noroeste)
- Condado de Wayne, Iowa (norte)
- Condado de Putnam (este)
- Condado de Sullivan (sureste)
- Condado de Grundy (sur)
- Condado de Harrison (suroeste)

## Demografía
Según la Oficina del Censo en 2000, los ingresos medios por hogar en el condado eran de $29,640, y los ingresos medios por familia eran $35,313. Los hombres tenían unos ingresos medios de $26,690 frente a los $19,814 para las mujeres. La renta per cápita para el condado era de $15,140. Alrededor del 13.30% de la población estaban por debajo del umbral de pobreza.

## Transporte

### Carreteras principales
- U.S. Route 65
- U.S. Route 136

## Localidades
- Mercer
- Princeton

### Villas
- South Lineville

### Otras comunidades
- Mill Grove
- Modena
- Ravanna

### Comunidades históricas
Fuente
- Adel 40°31′53″N 93°40′08″O / 40.53139, -93.66889
- Alvord 40°27′20″N 93°35′43″O / 40.45556, -93.59528
- Burrows 40°30′58″N 93°45′20″O / 40.51611, -93.75556
- Cleopatra 40°32′55″N 93°24′15″O / 40.54861, -93.40417
- Dinsmore 40°20′28″N 93°44′41″O / 40.34111, -93.74472
- Goshen 40°22′58″N 93°40′46″O / 40.38278, -93.67944
- Half Rock 40°16′23″N 93°26′08″O / 40.27306, -93.43556
- Ilia 40°31′50″N 93°27′01″O / 40.53056, -93.45028
- Saline 40°31′37″N 93°43′40″O / 40.52694, -93.72778
- Topsy (New Town) 40°21′11″N 93°28′47″O / 40.35306, -93.47972
- Wataga 40°33′38″N 93°37′59″O / 40.56056, -93.63306